# Técnicas libres de aire
Las técnicas libres de aire se refieren a un amplio rango de procesos en el laboratorio de química para el manejo de compuestos que son sensibles al aire. Estas técnicas previenen que los compuestos reaccionen con los componentes del aire, usualmente agua y oxígeno pero menos comúnmente dióxido de carbono y nitrógeno. Un tema común de estas técnicas es el uso de bajos o altos vacíos para remover el aire y el uso de gases inertes, usualmente argón o nitrógeno. 
Los dos tipos de técnicas más comunes son la caja de guantes y las líneas de Schlenk, aunque algunas aplicaciones más rigurosas requieren una línea de alto vacío. En ambos métodos, el material de vidrio es secado previamente en estufas. También pueden secarse al calor de la flama para remover agua que pudiera quedar adsorbida. Antes de colocar la atmósfera inerte, los recipientes son secados de nuevo mediante purga y relleno (el material es sometido a un vacío para remover gases y agua y después es rellenado con gas inerte). Este ciclo puede ser repetido tres veces o puede aplicársele un vacío durante un periodo de tiempo extendido. Una de las diferencias entre el uso de la caja de guantes y la línea de Shlenck es el lugar en el que el ciclo de purga y relleno es aplicado. Cuando se utiliza una caja de guantes, el ciclo es aplicado en una esclusa de aire anexa a la caja, comúnmente llamado el "puerto" o la "antecámara". Por otro lado, cuando se utiliza una línea de Schlenk, el ciclo es aplicado directamente en el matraz de reacción a través de una junta de vidrio conectada al tubo de vidrio.

## Caja de guantes

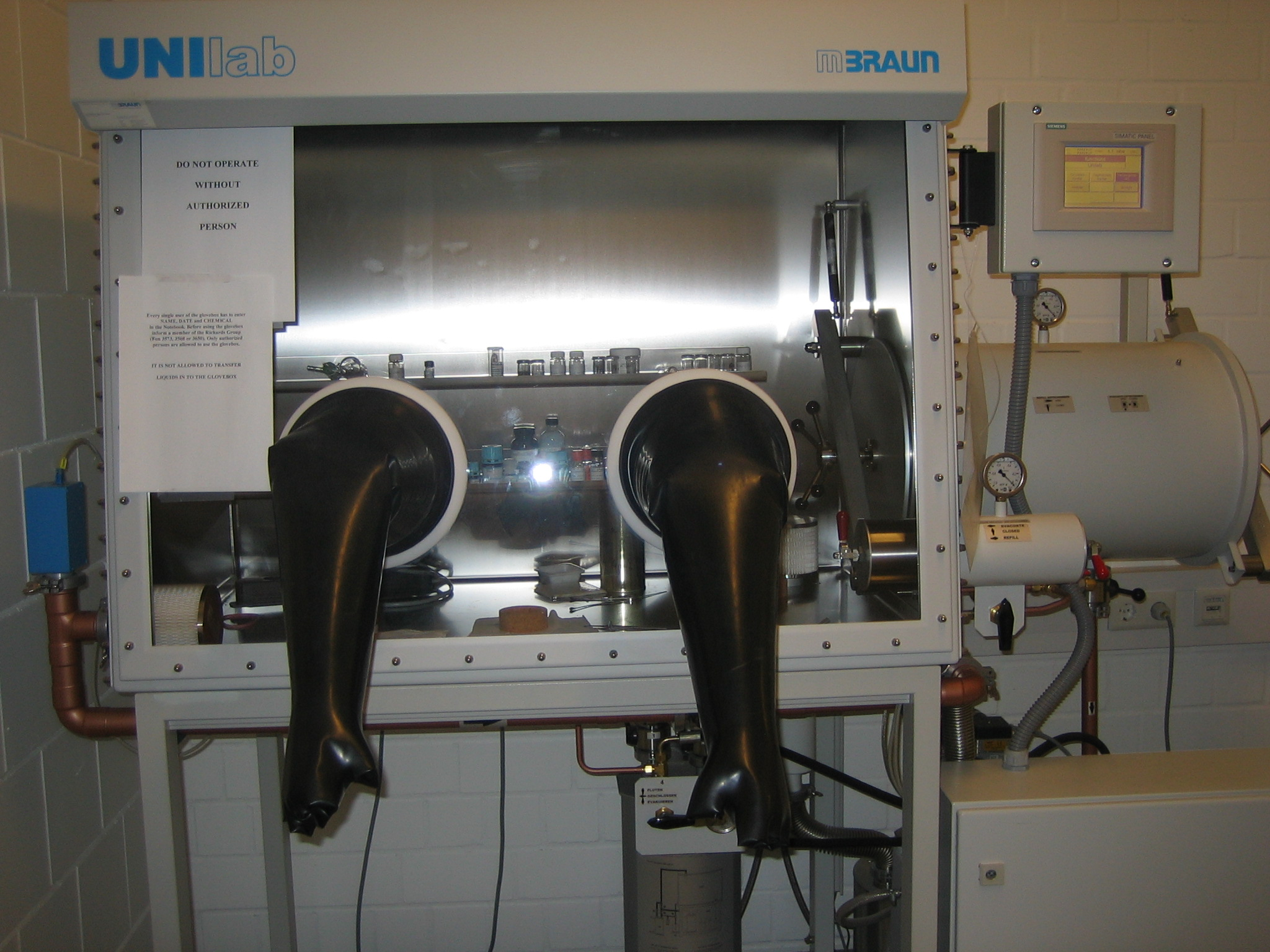
Caja de guantes

La forma más directa de técnica libre de aire es la caja de guantes. Una bolsa de guantes usa el mismo principio pero es usualmente una alternativa menos efectiva pues es más difícil de purgar y el sellado es menos efectivo. Algunas formas creativas de acceder a los objetos más allá del alcance de los guantes son el uso de tenazas o cuerdas. Las principales desventajas de usar una caja de guantes es el costo de ésta y la limitada destreza al utilizar los guantes. 
En la caja de guantes, el equipo convencional de laboratorio puede ser utilizado a pesar de la necesidad de utilizar los guantes. Al proveer una atmósfera sellada pero recirculante de gas inerte, la caja de guantes requiere de ciertas precauciones. La contaminación cruzada de las muestras debida a una mala técnica es problemática, en especial cuando una caja de guantes es compartida por varios operadores usando diferentes reactivos, especialmente los volátiles. 
Dos escuelas han surgido del uso de la caja de guantes en la química sintética. La forma más conservadora de usarla es solo para almacenar, pesar y transferir reactivos sensibles al aire. Las reacciones son posteriormente llevadas a cabo usando una línea de Shlenck. Las cajas de guantes son usadas entonces solo en los pasos con mayor sensibilidad al aire de un experimento. La forma más liberal de usar la caja es utilizarla para procesos sintéticos enteros, incluyendo reacciones en disolución, purificación y preparación de muestras para espectroscopía. 
No todos los reactivos y solventes se pueden utilizar en una caja de guantes a pesar de que diferentes laboratorios tienen diferentes prácticas. La atmósfera es continuamente desoxigenada a través de un catalizador de cobre. Algunas sustancias volátiles como compuestos halogenados y especies altamente coordinantes como fosfinas y tioles pueden ser problemáticos debido a que envenenan irreversiblemente el catalizador de cobre. Debido a esto, muchos experimentadores han decidido manejar dichos compuestos utilizando la línea de Schlenk. En el uso más liberal de la caja, es aceptado que el catalizador de cobre requiera un reemplazo periódico más frecuente, pues el costo se considera aceptable para la eficiencia de realizar una síntesis completa en un ambiente protegido. 

## Línea de Schlenk

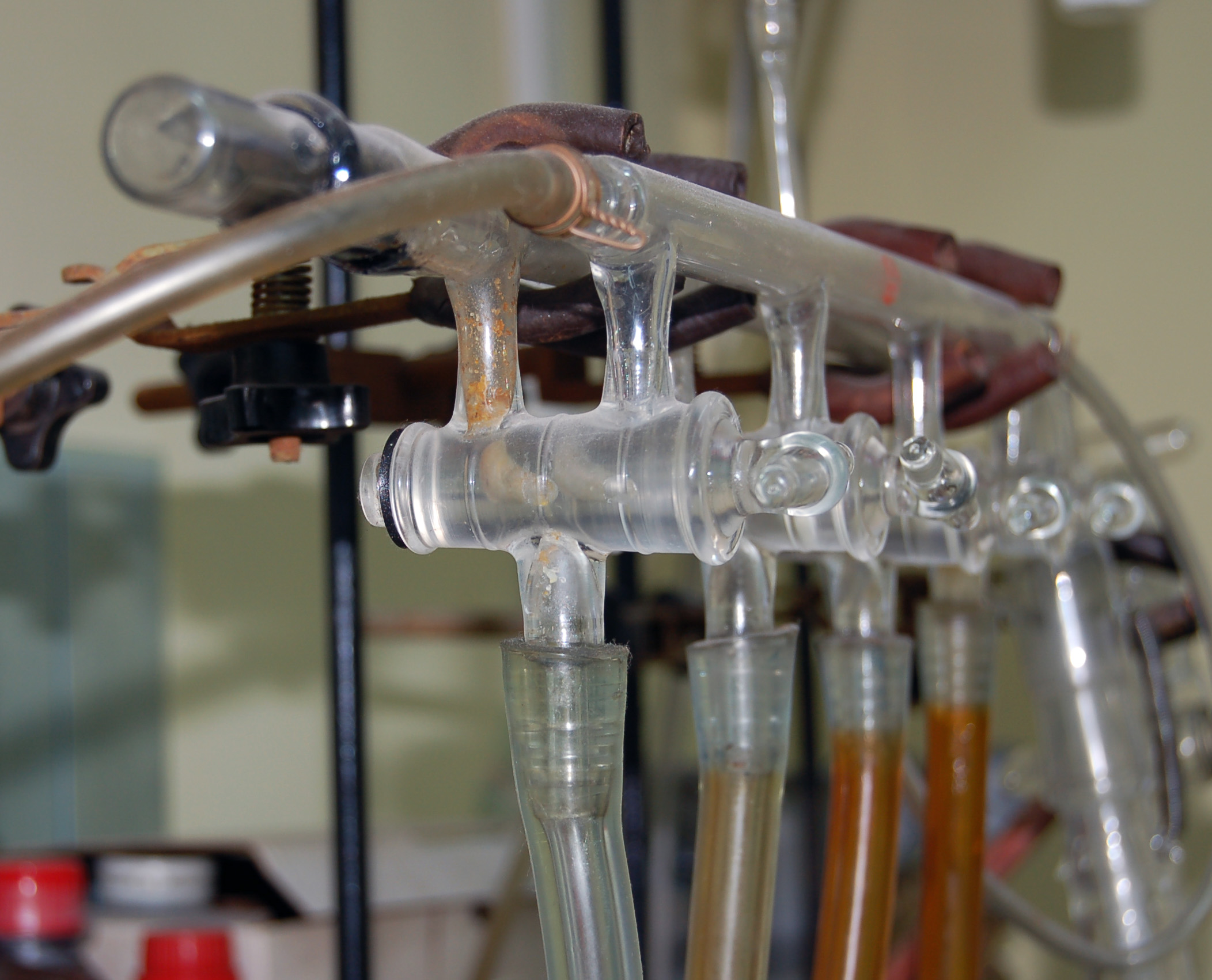
Vista lateral de una línea de Schlenk

La otra técnica para la preparación y manejo de compuestos sensibles al aire es la línea de Schlenk. Las principales técnicas incluyen:
- Adiciones a contraflujo: los reactivos estables son añadidos al matraz de reacción a contracorriente del flujo del gas inerte.
- El uso de jeringas y tapones de hule (se resellan después de perforar) para transferir líquidos y disoluciones.[2]
- Transferencia por cánulas: líquidos y soluciones de reactivos sensibles al aire son transferidos hacia diferentes matraces sellados con tapones utilizando un tubo largo y delgado llamado cánula. El flujo del líquido se logra a través del vacío o presión de gas inerte.[3]

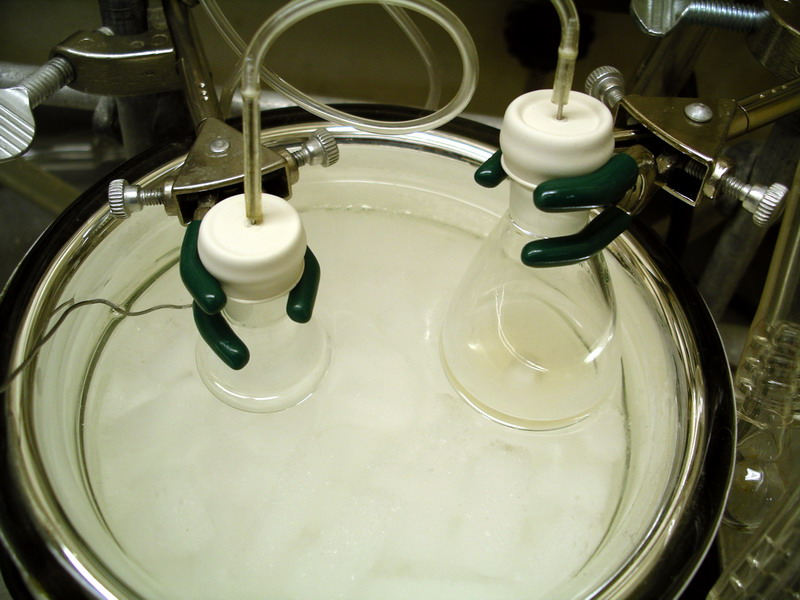
Una cánula es usada para transferir THF desde el matraz de la derecha al matraz de la izquierda.

El material de vidrio es usualmente conectado mediante juntas esmeriladas engrasadas y hechas a la medida. Para lograr ajustar la orientación de los matraces, se utilizan tuberías de vidrio con juntas esmeriladas. Los procesos de filtración se pueden lograr con equipos especiales.

## Preparaciones asociadas
Gases inertes purificados disponibles de manera comercial (argón o nitrógeno) son útiles para la mayoría de los propósitos. Sin embargo, para algunas aplicaciones, es necesario volver a remover agua y oxígeno. Esta purificación adicional puede ser lograda al hacer pasar el gas inerte a través de una columna caliente con catalizador de cobre que convierte el oxígeno en óxido de cobre. El agua es removida al hacer pasar el gas a través de una columna de desecante como pentóxido de fósforo o a través de tamices moleculares. 
También se requieren disolventes libres de aire y agua. Si se tienen disponibles solventes de alta pureza en botellas boston purgadas con nitrógeno, pueden ser colocados directamente en la caja de guantes. Para el uso de líneas de Schlenk, pueden ser rápidamente vertidas en matraces Schlenk con tamices moleculares y posteriormente desgasificados. Más comúnmente los solventes son vertidos directamente después de una destilación o una columna de purificación de solventes. 

### Desgasificación
Dos procedimientos de desgasificación son comunes. El primero de ellos es conocido como congelación-succión-descongelación en la que un solvente se congela utilizando nitrógeno líquido y se le aplica un vacío. Posteriormente, la llave de vacío se cierra y el contenedor del solvente es sumergido en agua tibia permitiendo que se descongele y las burbujas de gas escapen.
El segundo procedimiento es simplemente someter el solvente a un vacío. La agitación mecánica usando un ultrasonicador es útil. Los gases disueltos se liberan primero y una vez que el solvente comienza a evaporarse, denotado por la condensación en las paredes exteriores del matraz, el matraz se rellena con gas inerte. Ambos procedimientos se deben repetir tres veces.

### Secado

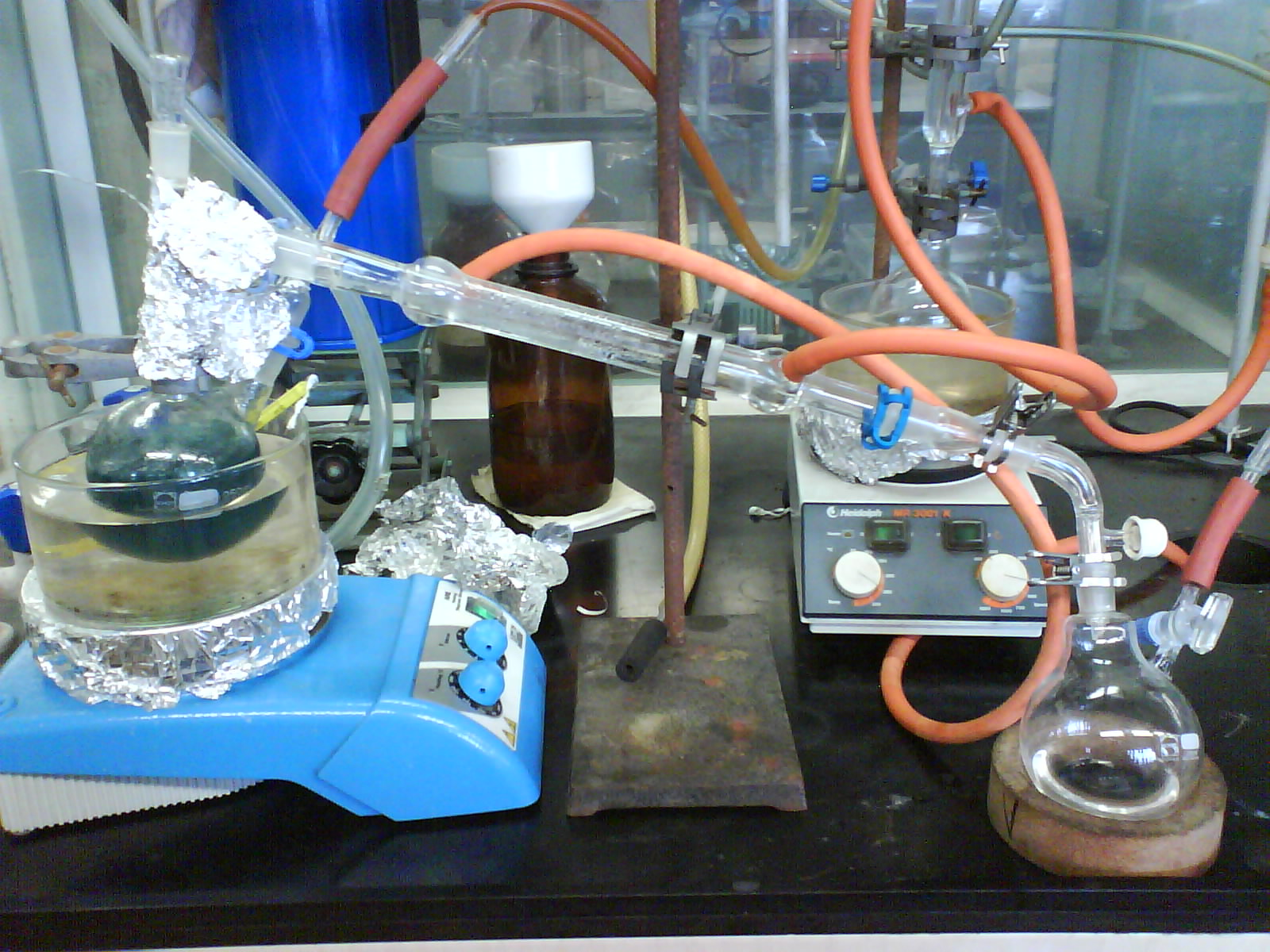
Después de ser reflujado con sodio y benzofenona para remover oxígeno y agua, el tolueno es destilado bajo gas inerte.

Los solventes son una fuente importante de contaminación en las reacciones. A pesar de que las técnicas tradicionales de secado involucran una destilación de un desecante agresivo, el uso de tamices moleculares es superior.

| Agente desecante       | Duración del secado (h) | Contenido de agua (ppm) |
| ---------------------- | ----------------------- | ----------------------- |
| Sin tratamiento        | 0                       | 225                     |
| Sodio/benzofenona      | 48                      | 31                      |
| Tamiz molecular de 3 Å | 24                      | 0.9                     |

Además de ser ineficiente, el sodio como desecante reacciona lentamente con las cantidades traza de agua. Sin embargo, cuando el desecante es soluble en el medio, la velocidad de secado se acelera, aunque el método sigue siendo inferior a los tamices moleculares. La benzofenona es usualmente usada para solubilizar agentes desecantes. Una ventaja de esta aplicación es el color azul intenso del anión radical cetilo que indica el fin del secado. Aun así, el método sodio/benzofenona puede ser usado como un indicador de condiciones libres de aire y de humedad en la purificación de solventes por destilación.
Un gran problema con la destilación es el riesgo de incendio por lo que es un método continuamente reemplazado por otras opciones. Una alternativa popular es la filtración de solventes desoxigenados a través de columnas con alúmina activada.
El secado de sólidos puede ser logrado al almacenarlo junto con un agente desecante como el pentóxido de fósforo o gel de sílica, almacenarlo en una estufa desecadora, calentarlo bajo vacío, usar una pistola desecante o almacenarlo en una caja de guantes con atmósfera seca.

## Alternativas
Ambas técnicas requieren material caro y pueden ser muy tardadas. Cuando las condiciones libres de aire no son extremadamente necesarias, otras técnicas pueden ser usadas. Por ejemplo, usar un exceso de reactivo como sacrificio para que reaccione con agua u oxígeno. El exceso reacciona con el agua y seca el medio de reacción. Sin embargo, este método solo es adecuado cuando las impurezas producidas en la reacción no tienen ningún efecto negativo sobre el producto deseado o pueden ser fácilmente removidos. Normalmente las reacciones que utilizan excesos de sacrificio son efectivas solo cuando se realizan reacciones a gran escala de modo que los subproductos son despreciables en comparación con el producto deseado. Por ejemplo, cuando se preparan reactivos de Grignard, el magnesio (reactivo más barato) se suele colocar en exceso para que reaccione con las trazas de agua para producir hidróxido de magnesio por reacción directa o para producir alcanos a través de la reacción con el reactivo de Grignard que es muy reactivo con agua. 
(R-Mg-X + H2O → HO-Mg-X + R-H). 
Para mantener el medio de reacción seco, es suficiente el uso de una trampa de humedad consistente en un tubo de secado lleno de cloruro de calcio conectado al tubo refrigerante para disminuir la cantidad de humedad del ambiente que entra en la reacción, aunque también funciona conectar una línea de gas inerte.
El secado también se puede lograr mediante el uso de desecantes in situ como tamices moleculares o técnicas como la destilación azeotrópica con aparatos de Dean-Stark. 